# Spirobolus graeffei
Spirobolus graeffei är en mångfotingart som beskrevs av Koch 1865. Spirobolus graeffei ingår i släktet Spirobolus och familjen Spirobolidae. Inga underarter finns listade i Catalogue of Life.